# Dialetto intemelio
Con il termine intemelio si definisce l'insieme delle diverse varietà della lingua ligure parlate e diffuse tra il Principato di Monaco e la cittadina ligure di Taggia. Gli studi scientifici più accurati in merito sono stati realizzati dal professor Werner Forner, dell'Università di Siegen, in Germania.

## Varianti
Varianti dell'intemelio, oltre che in Liguria, sono parlate in Piemonte, Francia e Principato di Monaco. Si tratta dei dialetti:
- intemelio propriamente detto (la parlata da Ventimiglia a Taggia e di tutta la fascia dell'entroterra vicina al mare, con leggere differenze fra la zona da Ventimiglia a Bordighera e quella da Ospedaletti a Sanremo);
- monegasco (con influssi genovesi e in minor parte occitani);
- mentonasco (variante di transizione tra ligure e occitano, d'incerta classificazione tra i due[1])
- roiasco, parlato in Val Roia[2]
  - brigasco, variante del roiasco parlato nella terra brigasca

Diffusione della varietà roiasca oggi

Diffusione della varietà roiasca prima del 1947

## Opere
- Glossario Ventimigliese-Italiano / Italiano-Ventimigliese, Enrico Malan, Alzani Editore, Pinerolo, 1998